# Abram Besikovitsj
Abram Samoilovitsj Besikovitsj (Russisch: Абра́м Само́йлович Безико́вич) (Berdjansk, 24 januari 1891 – Cambridge, 2 november 1970) was een Russische wiskundige, die voornamelijk in het Verenigd Koninkrijk actief was.

## Leven
Besikovitsj werd geboren in Berdjansk aan de Zee van Azov (nu in Oekraïne)  in een Karaïtische familie.